# 安德鲁·杰曼特奖
安德鲁·杰曼特奖（英語：Andrew Gemant Award）是一个由美国物理联合会颁发的奖项，以材料科学的先驱安德鲁·杰曼特的名字命名。

## 获奖者列表
- 1987年：菲利普·莫里森
- 1988年：弗里曼·戴森
- 1989年：傑拉德·霍頓（英语：Gerald Holton）
- 1990年：傑里米·伯恩斯坦（英语：Jeremy Bernstein）
- 1991年：西里爾·史丹利·史密斯（英语：Cyril Stanley Smith）
- 1992年：馬丁·艾特肯（英语：Martin Aitken）
- 1993年：亞伯拉罕·派斯
- 1994年：斯賓塞·R·沃特
- 1995年：羅伯特·賴斯本·威爾遜
- 1996年：艾倫·萊特曼
- 1997年：史蒂文·溫伯格
- 1998年：史蒂芬·霍金
- 1999年：寶拉·S·阿普塞爾（英语：Paula S. Apsell）
- 2000年：詹姆斯·特雷菲爾（英语：James Trefil）
- 2001年：勞倫斯·M·克勞斯
- 2002年：迈克尔·赖尔登
- 2003年：布萊恩·葛林
- 2004年：艾倫·J·弗里德曼
- 2005年：漢斯·克里斯蒂安·馮·貝耶（英语：Hans Christian von Baeyer）[2]
- 2006年：瑪西亞·芭楚莎[3]
- 2007年：安德魯·弗拉克諾伊（英语：Andrew Fraknoi）[4]
- 2008年：約翰·S·瑞格登（英语：John S. Rigden）[5]
- 2009年：布萊恩·施瓦茨（Brian Schwartz）[6]
- 2010年：丹尼爾·R·阿爾特舒勒（英语：Daniel R. Altschuler）[7]
- 2011年：史蒂芬·P·馬蘭（英语：Stephen P. Maran）[8]
- 2012年：麗莎·藍道爾[9]
- 2013年：艾德·克魯普（英语：Ed Krupp）[10]
- 2014年：肖恩·M·卡羅爾[11]
- 2015年：安妮莎·拉米瑞茲（英语：Ainissa Ramirez）[12]
- 2016年：詹姆斯·卡卡利奧斯（英语：James Kakalios）[13]
- 2017年：唐·林肯（英语：Don Lincoln）[14]
- 2018年：大衛·E·卡普蘭（英语：David E. Kaplan (physicist)）[15]
- 2019年：維吉尼亞·路易絲·特林布爾（英语：Virginia Louise Trimble）[16]
- 2020年：格拉爾丁·考克斯（Geraldine Cox）[17]
- 2021年：西爾維斯特·詹姆斯·蓋茨（英语：Sylvester James Gates）[18]
- 2022年：克利福德·V·約翰遜（英语：Clifford V. Johnson）